# میانک (نوشهر)
میانک، روستایی است از توابع بخش مرکزی شهرستان نوشهر در استان مازندران ایران.

## جمعیت
این روستا در دهستان کالج قرار دارد و براساس سرشماری مرکز آمار ایران در سال ۱۳۸۵، جمعیت آن ۹۸۵ نفر (۲۷۰خانوار) بوده‌است. مردم  میانک از قومیت طبری هستند. مردم  میانک به زبان طبری با گویش کجوری سخن می‌گویند.